# Cerano d’Intelvi
Cerano d’Intelvi ist eine italienische Gemeinde (comune) mit 592 Einwohnern (Stand 31. Dezember 2023) in der Lombardei in der Provinz Como. 

## Geographie
Die Gemeinde liegt etwa 14,5 Kilometer nördlich von Como im Val d’Intelvi und an der Grenze zur Schweiz. Cerano d’Intelvi gehört zur Comunità Montana Lario Intelvese. Cerano befindet sich im Zentrum von der unteren Valle d’Intelvi, auf der rechten Seite der Telo (Fluss), diesen Zweig fließt in den Comer See zu Argegno. Liegt etwa 700 Meter ü. M. an den Hängen des Monte San Zeno, die abhebt von dem Teil im Norden für seine konische Form der Talmitte mit dem Oratorium von San Zeno am Gipfel (1215 geweiht und kürzlich restauriert).
Nachbargemeinden sind Breggia (CH-TI), Casasco d’Intelvi, Castiglione d’Intelvi, Schignano, Dizzasco und San Fedele Intelvi.

## Geschichte
In den ersten drei Jahrzehnten des 12. Jahrhunderts war das Dorf an den Kämpfen zwischen Como und Mailand beteiligt. Danach wurde es ein Lehen der Camozzi und kam 1416 unter die Herrschaft der Rusconi aus Como. Später wurde es, wie das gesamte Val d’Intelvi, von Gian Giacomo de’ Medici besetzt. 1583 wurde es ein Lehen der Marliani. 
Das Dorf besitzt noch heute mittelalterliche Portale, so am Haus Cometti, das über eine romanische Vorhalle verfügt. Es ist Teil der Comunità Montana Lario Intelvese.

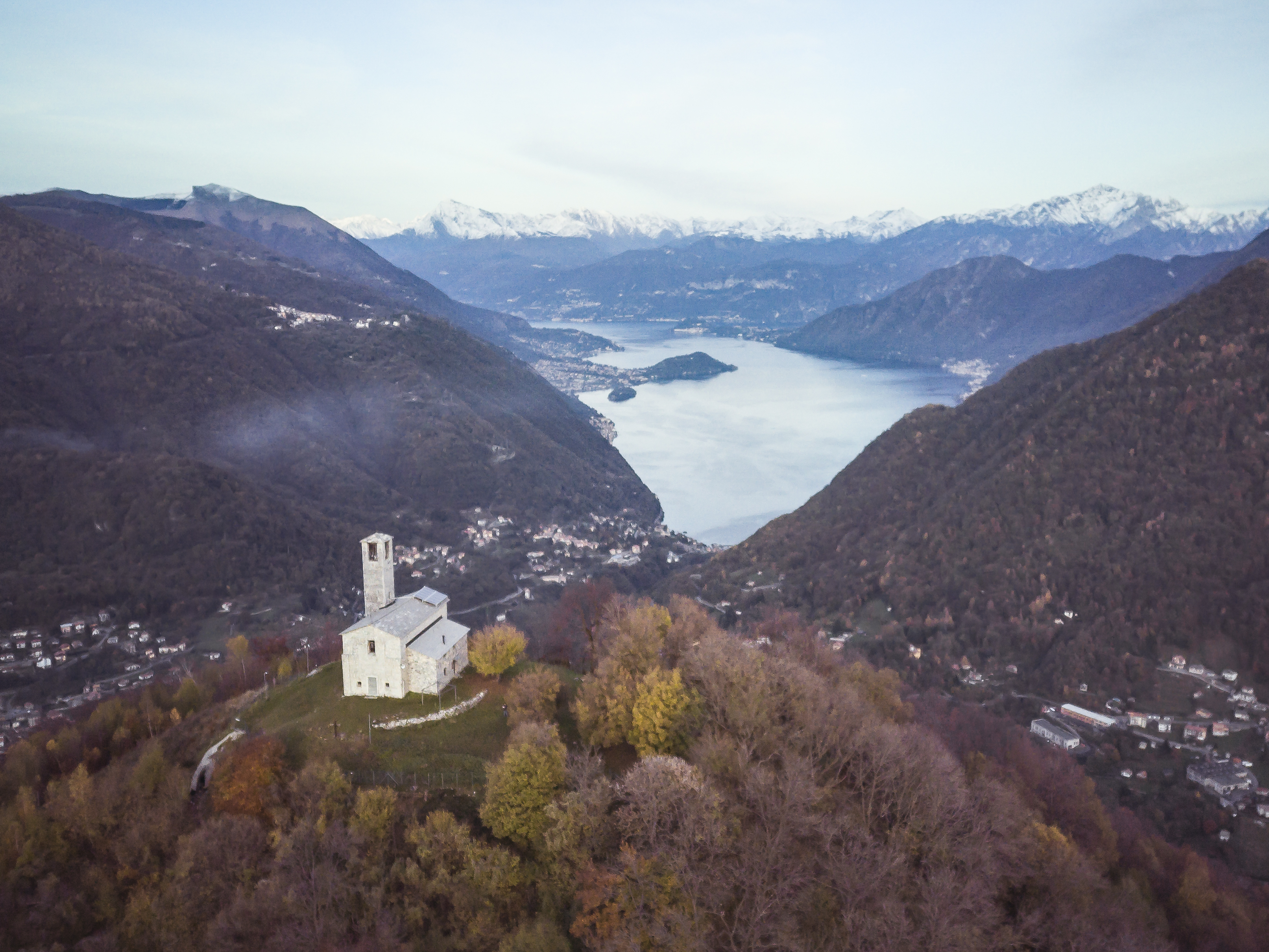
Einsiedelein von San Zeno

## Sehenswürdigkeiten
- Pfarrkirche San Tommaso (1761/1782)[2]
- Kirche Santi Quirico und Giulitta (1627/1648). Die Kirche der Heiligen Quirico und Giulitta im Ortsteil Veglio ist ein imposantes Gebäude, das auf einer kleinen Anhöhe außerhalb des Dorfes steht. Die Kirche, die romanischen Ursprungs ist, aber zwischen dem 17. und 18. Jahrhundert umgebaut wurde, weist sowohl außen als auch in der Innenausstattung der Kapellen barocke Linien auf. Das Kirchenschiff ist mit einem Stuckaltar aus der Schule von Diego Francesco Carlone und einem Gemälde, das Giulio Quaglio aus Laino zugeschrieben wird, geschmückt. Versteckt hinter der ersten Seitenkapelle auf der rechten Seite kann man die Überreste der ursprünglichen mittelalterlichen Kirche bewundern: eine romanische Apsis aus dem 12. Jahrhundert mit Pilastern, die durch Halbsäulen bereichert sind, doppelte Sprossenfenster und eine Bekrönung aus kleinen Bögen und Zinnen. Ein Teil des heutigen Kirchenschiffs gehörte ebenfalls zu dem primitiven Sakralbau. An den Wänden der Apsis kann man die ältesten Fresken des Tals bewundern, die aus dem 14. Jahrhundert stammen und Szenen aus der Passion Christi darstellen.[3][4]
- Oratorium San Zeno (1888)[5]

## Persönlichkeiten
- Künstlerfamilie Giani
  - Gerolamo Giani (* um 1660 in Cerano d’Intelvi; † nach 1713 ebenda ?), Bildhauer in Turin und am Castello di Rivoli[6]
  - Giovan Battista Giani (* um 1665 in Cerano d’Intelvi; † nach 1722 in Chieti ?), Bildhauer und Stuckateur[7]
  - Giuseppe Giani (* 17. September 1829 in Cerano d’Intelvi; † 17. Dezember 1885 in Turin), Maler[8]
  - Vincenzo Giani (* 4. Oktober 1831 in Cerano d’Intelvi; † 16. April 1906 ebenda), Bildhauer[9]